# Those of the Unlight
Those of the Unlight es el segundo álbum de estudio de la banda sueca de black metal Marduk. Fue lanzado en octubre de 1993 a través de Osmose Productions y relanzado en formato digipak el 4 de abril de 2006 por Regain Records, con videos incluidos de tres canciones en vivo el 12 de agosto de 1993. Es el primer álbum de la banda en contar con un estilo propio del black metal, a comparación de su primer álbum el cual su estilo era enteramente blackened death metal. Those of the Unlight es el último álbum en contar con Joakim Göthberg en la batería, ya que para su siguiente álbum el asumiría totalmente el puesto de vocalista, y también es el último álbum en contar con Magnus "Devo" Andersson en la guitarra, hasta su regreso en el 2004 (donde asumirá el cargo de bajista).
"Burn My Coffin" era originalmente el título de una canción que probablemente aparecería en el álbum de Mayhem, De Mysteriis Dom Sathanas, el título fue cambiado por Per Yngve Ohlin antes de su muerte. Poco después Marduk tomó el título de la canción para incluirlo en este álbum.

## Lista de canciones
| N.º | Título                          | Duración |  |
| 1.  | «Darkness Breeds Immortality»   | 3:49     |  |
| 2.  | «Those of the Unlight»          | 4:43     |  |
| 3.  | «Wolves»                        | 5:50     |  |
| 4.  | «On Darkened Wings»             | 4:16     |  |
| 5.  | «Burn My Coffin»                | 5:15     |  |
| 6.  | «A Sculpture of the Night»      | 3:29     |  |
| 7.  | «Echoes from the Past»          | 7:06     |  |
| 8.  | «Stone Stands Its Silent Vigil» | 3:03     |  |

| Bonus tracks |                                                                      |          |  |
| N.º          | Título                                                               | Duración |  |
| 9.           | «Darkness Breeds Immortality» (Live; Reissue video bonus track)      |          |  |
| 10.          | «A Sculpture of the Night» (Live; Reissue video bonus track)         |          |  |
| 11.          | «The Funeral Seemed to be Endless» (Live; Reissue video bonus track) |          |  |

## Créditos
- Joakim Göthberg – voz, batería
- Morgan Steinmeyer Håkansson – guitarra
- Magnus "Devo" Andersson – guitarra
- B. War – bajo
- Dan Swanö – mezclas